# Periscyphis insularis
Periscyphis insularis är en kräftdjursart som beskrevs av Franco Ferrara och Stefano Taiti 1988. Periscyphis insularis ingår i släktet Periscyphis och familjen Eubelidae. Inga underarter finns listade i Catalogue of Life.